# Sisig

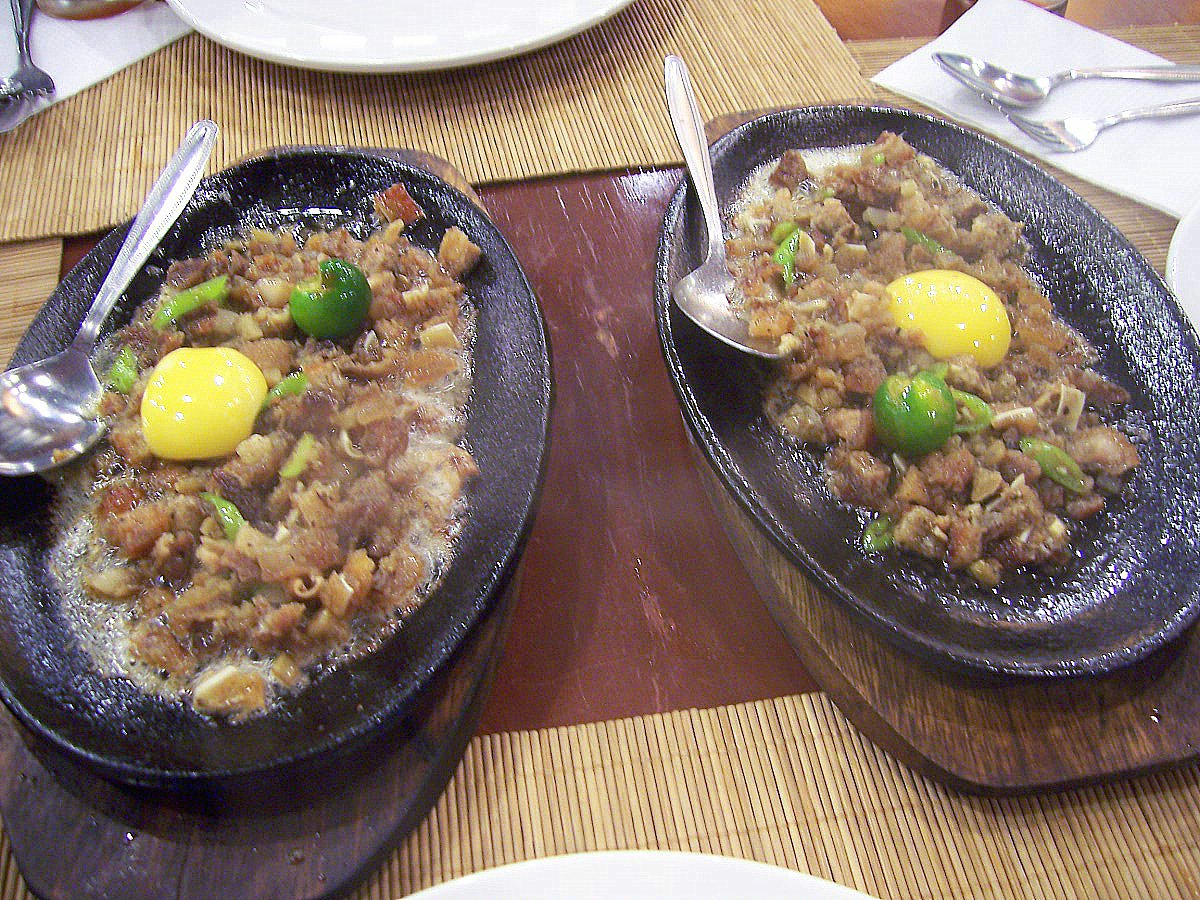
Sisig

Sisig (z jęz. pamp. dosłownie „przekąsić coś gorzkiego”) – danie kuchni filipińskiej, ale także sposób przyrządzania mięsa i ryb, które są marynowane w zalewie z octu i soku cytrynowego, a następnie umieszczane w mieszance przypraw.
Danie o nazwie sisig (znane też jako Sizzling sisig) przyrządza się z wątróbki wieprzowej i głów wieprzowych, z dodatkiem kalamondinu i papryczek chili.

## Pochodzenie potrawy
Potrawa, przyrządzana podobnie jak sisig miała być powszechna w domach filipińskich, znajdujących się w pobliżu amerykańskiej bazy lotniczej Clark Air Base. Żołnierze amerykańscy spożywali znaczne ilości wieprzowiny, sprzedając tanio bezużyteczne dla nich głowy świńskie. Te zaś (zwłaszcza uznawane za przysmak uszy) służyły do przyrządzania sisig. Inny pogląd określa sisig jako wynalazek Lucii Cunanan z Angeles, której restauracja od lat 70. słynęła z podawanie sisig, a sama Lucia była nazywana Królową Sisig.

## Przyrządzanie potrawy
Przygotowanie sisig składa się z trzech faz: gotowania, pieczenia i końcowego smażenia. Świńska głowa najpierw jest gotowana, aby usunąć z niej szczecinę i aby można ją było podzielić na mniejsze części. Następnie części głowy są pieczone. W trzeciej fazie do mięsa podaje się cebulę i smaży. Sisig podawany jest na gorącym talerzu. W różnych wersjach sisig dodaje się do niego jaja, wątróbkę wieprzową, móżdżek cielęcy, kalamondin, papryczki chili, a nawet majonez.

## Festiwal Sisig
W mieście Angeles corocznie w grudniu odbywa się Festiwal Sisig (Sadsaran Qng Angeles), którego celem jest promocja lokalnej kultury kulinarnej, a zwłaszcza dania, które jest uznawane za wizytówkę miasta. W czasie festiwalu odbywa się konkurs na najlepszy sisig, z udziałem miejscowych mistrzów kuchni.